# محمد العمري (أديب مغربي)
محمد عبد الله العُمَري (ولد في المغرب عام 1945) أديب وبروفيسور ومترجم مغربي، حصل على شهادة الدراسات المعمّقة، ودبلوم الدراسات العليا ودكتوراه الدولة في الأدب العربي من جامعة محمد الخامس في الرباط. عمل أستاذاً للبلاغة وتحليل الخطاب والنقد الأدبي في كليتي الآداب بفاس والرباط، وعمل كذلك في جامعة الملك سعود بمدينة الرياض. حصل على جائزة الملك فيصل العالمية في اللغة العربية والأدب سنة 1428هـ الموافقة لسنة 2007م بالاشتراك مع مصطفى ناصف.

## الإصدارات

### المؤلفات
| الكتاب                                                                             | التاريخ | ملاحظات     |
| ---------------------------------------------------------------------------------- | ------- | ----------- |
| تحليل الخطاب الشعري: البنية الصوتية في الشعر                                       | 1990    | [ 2 ]       |
| البلاغة العربية، أصولها وامتداداتها                                                | 1999    | [ 3 ]       |
| الموازنات الصوتية في الرؤية البلاغية والممارسة الشعرية                             | 2001    |             |
| في بلاغة الخطاب الإقناعي: مدخل نظري وتطبيقي لدراسة الخطابة العربية                 | 2002    |             |
| دائرة الحوار ومزالق العنف: كشف أساليب الاعنات والمغالطة مساهمة في تخليق الخطاب     | 2002    |             |
| أشواق درعية العودة إلى الحارة                                                      | 2003    | سيرة ذاتية. |
| عوائق الحوار                                                                       | 2004    |             |
| البلاغة الجديدة بين التخييل والتداول                                               | 2005    | [ 2 ]       |
| منطق رجال المخزن وأوهام الأصوليين                                                  | 2009    |             |
| زمن الطلبة و العسكر                                                                | 2012    | سيرة ذاتية  |
| أسئلة البلاغة: في النظرية والتاريخ والقراءة (دراسات وحوارات)                       | 2013    | [ 6 ]       |
| المحاضرة والمناظرة/ في تأسيس البلاغة العامة، مواجهة بين زمن الجرجاني وزمن القزويني | 2017    | [ 7 ]       |
|                                                                                    |         |             |

### الترجمات
| الكتاب                                            | المؤلف         | التاريخ | ملاحظات                  |
| ------------------------------------------------- | -------------- | ------- | ------------------------ |
| بنية اللغة الشعرية                                | جان كوهن       | 1986    | بالاشتراك مع محمد الولي. |
| الاتجاهات السيميولوجية المعاصرة                   | مارسيلو داسكال | 1987    | بالاشتراك مع آخرين.      |
| نظرية الأدب في القرن العشرين                      | مجموعة مؤلفين  | 1996    |                          |
| البلاغة والأسلوبية: نحو نموذج سيميائي لتحليل النص | هنريش بليث     | 1999    | [ 8 ]                    |

## الجوائز
- حاصل على جائزة المغرب الكبرى للكتاب عام 1990.
- حاصل على جائز الملك فيصل العالمية في اللغة العربية والأدب عام 2007.[9]